# Barrière-de-Paris (metropolitana di Tolosa)
Barrière-de-Paris è una stazione della metropolitana di Tolosa, inaugurata il 30 giugno 2007. È dotata di una banchina a 11 porte e perciò non può accogliere treni composti da più di due vetture.

## Architettura
L'opera d'arte all'interno della stazione è stata realizzata da Bernar Venet ed è situata in mezzo al rondò in superficie, dov'è situato l'ingresso della stazione. Essa consiste in due archi di acciaio Corten alti più di 20 metri. I due archi rappresentano l'attacco tra la piazza e il quartiere.

## Servizi
La stazione dispone di:
- Biglietteria automatica
- Scale mobili